# Louisa Anne Meredith

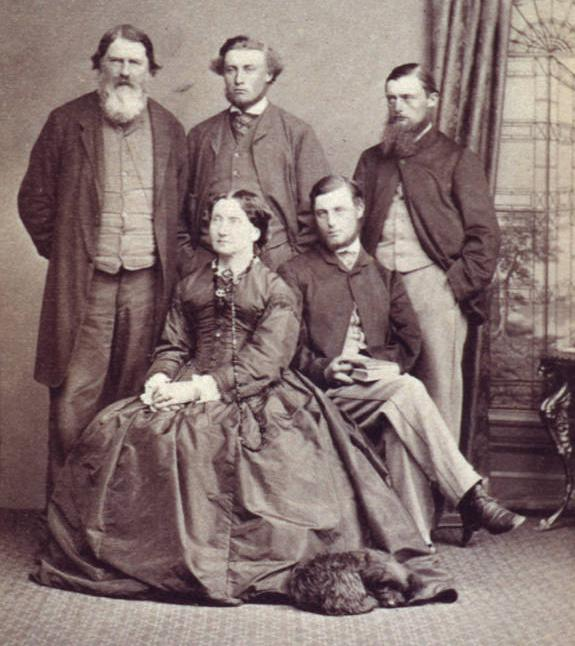
Charles und Louisa Anne Meredith mit deren Söhnen, 1866

Louisa Anne Meredith (* 20. Juli 1812 in Birmingham als Louise Anne Twanley; † 21. Oktober 1895 in Melbourne) war eine australische Illustratorin und Schriftstellerin.

## Leben

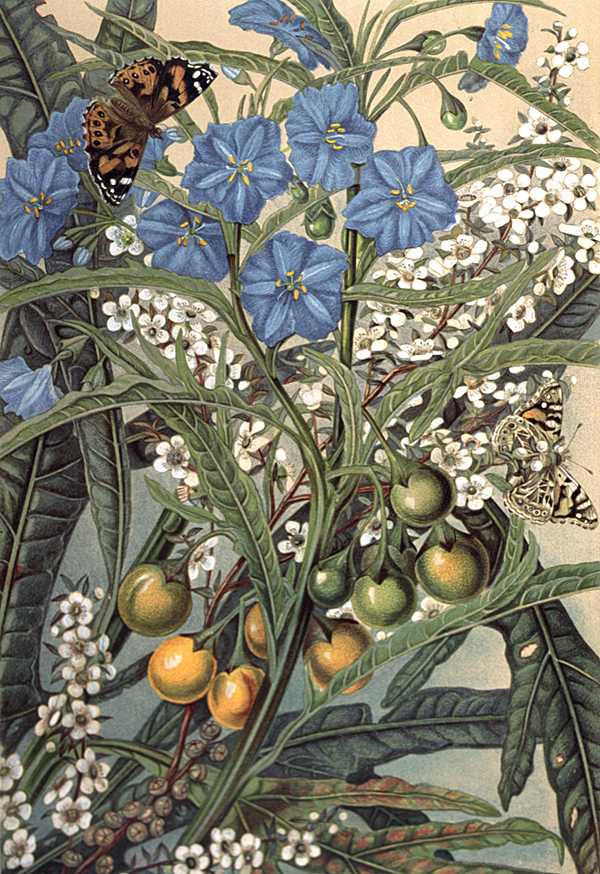
Kangaroo Apple

Louise Anne Twanley war eine Tochter des Kaufmanns Thomas Twamley und seiner Ehefrau Louisa Ann Meredith. Sie wurde unter der Obhut ihrer aufgeschlossenen und kunstsinnigen Mutter zu Hause unterrichtet. Ihr erster Gedichtband Poems wurde ein großer Erfolg bei der Leserschaft und bekam auch positive Kritiken in der Presse.
Am 18. April 1839 heiratete sie ihren Cousin (ersten Grades) Charles Meredith (1811–1880), der jüngste Sohn des Marineoffiziers George Meredith und dessen Frau Sarah Westall Hicks. Kurz nach der Heirat schifften sie sich nach Australien ein, wo sie zwei Jahre lang in New South Wales lebten. Anfang der 1840er Jahre zog die Familie nach Tasmanien, wo ihr Mann Polizei-Chef im Magistrat Sorell und später ins Tasmanian Legislative Council gewählt wurde. Auf der Suche nach neuen Motiven in der Tier- und Pflanzenwelt bereiste sie das ganze Land, deren Werke sind heute in der National Gallery of Victoria in Melbourne zu sehen, sowie in deren Büchern illustriert.
Nach dem Tod ihres Mannes zog sie nach Melbourne, wo sie innerhalb kürzester Zeit Bekanntschaft mit den bekanntesten Künstlern der Stadt machte, unter anderem lernte sie William Howitt, Nicholas Chevalier und Julie Visseux kennen. Mit Georgiana Huntly McCrae und Marianne North verband sie eine enge Freundschaft. Louisa Anne Meredith starb im Kreis ihrer Familie und wurde neben ihrem Mann in Tasmanien bestattet.

## Werke (Auswahl)
| - 1835 Poems - 1836 The Romance of Nature - 1839 The Annual of British Landscape Scenery - 1844 Notes and Sketches of New South Wales - 1852 My Home in Tasmania | - 1860 Some of My Bush Friends in Tasmania - 1869 Phoebe's Mother - 1880 Tasmanian Friends and Foes, Feathered, Furred and Finned - 1882 Ebba, and Nellie, or Seeking Goodly Pearls |